# جايسون لوف
جايسون لوف (15 سبتمبر 1987 بفيلادلفيا في الولايات المتحدة - ) (بالإنجليزية: Jason Love)‏ هو لاعب كرة سلة أمريكي في مركز هجوم قوي الجسم. لعب مع RBC Pepinster ‏.

## وصلات خارجية
- جايسون لوف على موقع كرة السلة الأوروبية.كوم (الإنجليزية)
- جايسون لوف على موقع كلية كرة السلة في سبورتس رفرنس.كوم (الإنجليزية)
- جايسون لوف على موقع ريلجم (الإنجليزية)
- جايسون لوف على موقع بروبوليرز (الإنجليزية)
- جايسون لوف على موقع سبورتس رفرنس (الإنجليزية)